# Armandia intermedia
Armandia intermedia är en ringmaskart som beskrevs av Fauvel 1902. Armandia intermedia ingår i släktet Armandia och familjen Opheliidae. Inga underarter finns listade i Catalogue of Life.